# Опрышко, Олег Леонидович
Оле́г Леони́дович Опры́шко (род. 26 июля 1936, Нартан, Северо-Кавказский край) — советский и российский писатель

-историк, журналист, известный исследователь-архивист, специалист по истории (в том числе военной) Кабардино-Балкарии.

## Биография
Окончил Московский государственный историко-архивный институт.
Редактор книжного издательства «Эльбрус» (Нальчик). Член Союза журналистов СССР.
Старший научный сотрудник республиканского краеведческого музея.
Автор ряда научных статей по истории Кабардино-Балкарии, глав в учебном пособии «Моя республика» и очерков в книгах «Боевая слава Кабардино-Балкарии». Соавтор книги «Памятники рассказывают». В периодической печати опубликованы его многочисленные очерки о героях и событиях Великой Отечественной войны.

## Публикации
- Опрышко О. Л. На Эльбрусском направлении. — Нальчик: Эльбрус, 1970. — 168 с. — 15 000 экз.
- Подъяпольский Г. Н., Опрышко О. Л., Накова С. М. Путеводитель по Кабардино-Балкарии. — Нальчик: Эльбрус, 1971.
- Опрышко О. Л. Заоблачный фронт Приэльбрусья. — М.: Воениздат, 1976. — 152 с. — (Героическое прошлое нашей Родины). — 65 000 экз.
- Опрышко О. Л. По тропам истории: Документальное повествование. — Нальчик: Эльбрус, 1976. — 208 с.
- Опрышко О. Л. Через века и судьбы. — Нальчик: Эльбрус, 1982. — 288 с.
- Опрышко О. Л. По тропам истории: Документальное повествование: (О русско-кабардинских отношениях). — 3-е изд., доп., перераб. — Нальчик: Эльбрус, 1990. — 352 с. — 15 000 экз. — ISBN 5-7680-0315-0.
- Опрышко О. Л. «Бывают странные сближения…»: Докум. повествование [об уроженцах Кабарды и Балкарии, сражавшихся в рядах Терско-Кубан. кон. полка на рус.-яп. войне 1904—1905 гг. и Кавк. кон. дивизии в период первой мировой войны 1914—1917 гг.]. — Нальчик: Эльбрус, 1993. — 224 с.
- Опрышко О. Л. На изломе времён: Документальное повествование. — Нальчик: Эльбрус, 1996. — 352 с.
- Опрышко О. Л. Кавказская конная дивизия. 1914-1917. Возвращение из небытия. — Нальчик: Эльбрус, 1999. — 464 с. (2-е издание — 2007)